# La Roche-en-Brenil
 La Roche-en-Brenil  es una población y comuna francesa, en la región de Borgoña, departamento de Côte-d'Or, en el distrito de Montbard y cantón de Saulieu.

## Demografía
| 1277 | 1143 | 1082 | 1066 | 890 | 891 |
| Para los censos de 1962 a 1999 la población legal corresponde a la población sin duplicidades (Fuente: INSEE [Consultar]) |      |      |      |     |     |